# Yamaha WR 125
Die Yamaha WR 125 ist ein Motorrad des japanischen Motorradherstellers Yamaha, das 2008 erstmals vorgestellt wurde und von 2009 bis 2016 gebaut wurde. Sie ist bis heute eine der beliebtesten Einsteiger-Enduro/Supermotos im 125-Kubik-Segment.
Ihre Zielgruppe findet sie hauptsächlich bei jungen Fahrern, da sie mit dem A1-Führerschein schon mit 16 fahrbar ist.

## Modellgeschichte
Die Yamaha WR 125 wurde von 2009 bis 2016 in zwei verschiedenen Ausführungen gebaut. Der etwas sportlicher anmaßenden Supermoto WR 125 X und der leichtgewichtigen Enduro Yamaha WR 125 R. Sie wurden von MBK, einer Tochterfirma von Yamaha, in Frankreich gebaut.
Yamaha beschäftigte sich in den Jahren davor mit einer Abwandlung zu einer straßenlegalen Alternative zur WR 250 und WR 450, da diese als reine Enduro gebaut waren, die auch nicht unbedingt die Abgasnormen erfüllten.
Jedes Modelljahr und beide Typen hatten je eine eigene interne Bezeichnung; jedoch waren sie alle baugleich und haben bis auf einen Farbwechsel 2013 keine Unterschiede vorzuweisen. Bis 2013 gab es sie in Weiß und Blau, 2013–2016 in Schwarz und Weiß.
Wie viele andere 125er fiel sie Ende 2016 der Euro-4-Abgasnorm zum Opfer und wurde nicht mehr produziert.

## Technische Daten
| Daten                   | WR 125 X                                                         | WR 125 R                                                         |
| ----------------------- | ---------------------------------------------------------------- | ---------------------------------------------------------------- |
| Motor                   | Flüssigkeitsgekühlter Einzylinder-Viertaktmotor, 4 Ventile, SOHC | Flüssigkeitsgekühlter Einzylinder-Viertaktmotor, 4 Ventile, SOHC |
| Hubraum                 | 124,7 cm³                                                        | 124,7 cm³                                                        |
| BohrungxHub             | 52 mm × 58,6 mm                                                  | 52 mm × 58,6 mm                                                  |
| Leistung                | 11 kW/15 PS bei 9000 min−1                                       | 11 kW/15 PS bei 9000 min−1                                       |
| Drehmoment              | 12,2 Nm bei 8000 min−1                                           | 12,2 Nm bei 8000 min−1                                           |
| Getriebe                | Fünfganggetriebe                                                 | Fünfganggetriebe                                                 |
| Starter                 | Elektrostarter                                                   | Elektrostarter                                                   |
| Tankinhalt              | 8,5 l                                                            | 8,5 l                                                            |
| Länge                   | 2090 mm                                                          | 2125 mm                                                          |
| Breite                  | 835 mm                                                           | 835 mm                                                           |
| Höhe                    | 1260 mm                                                          | 1285 mm                                                          |
| Sitzhöhe                | 920 mm                                                           | 930 mm                                                           |
| Radstand                | 1430 mm                                                          | 1430 mm                                                          |
| Bodenfreiheit           | 255 mm                                                           | 265 mm                                                           |
| Gewicht, fahrbereit     | 137 kg                                                           | 133 kg                                                           |
| Höchstgeschwindigkeit   | 105 km/h                                                         | 105 km/h                                                         |
| Bereifung vorne         | 110/70-17M/C 54H                                                 | 80/90-21M/C 48P                                                  |
| Bereifung hinten        | 140/70-17 M/C 66H                                                | 110/80-18 M/C 58P                                                |
| Reifenmarke und -modell | Pirelli Sport Demon                                              | Pirelli MT90 Scorpion                                            |
| Bremsen (vorne/hinten)  | Einzelscheibenbremse                                             | Einzelscheibenbremse                                             |
| Elektrische Anlage      | 12 V                                                             | 12 V                                                             |

## Design und Ergonomie
Die WR 125 X kombiniert ein modernes Supermoto-Design mit praktischer Ergonomie. Ihr sportlicher Look ist durch klare Linien und einen kompakten Aufbau geprägt, der sie wendig und agil erscheinen lässt. Das Design ist funktional und auf Performance ausgerichtet – mit einer robusten Gabel, groß dimensionierten Rädern und einem leichten Rahmen. Ergonomisch bietet sie eine hohe Sitzposition, die dennoch bequem bleibt und die auch in kurvigen Abschnitten eine optimale Kontrolle ermöglicht. Ihr schmaler Aufbau und die leichte Handhabung machen sie besonders für Einsteiger und jüngere Fahrer attraktiv.
Die WR 125 R ist die Enduro-Variante im Yamaha-Portfolio und orientiert sich stärker an klassischen Offroad-Bikes. Ihr Design ist robust und funktional, mit einer leichten Kunststoffverkleidung und stabiler Federelementen, die für den harten Einsatz im Gelände optimiert sind. Die WR 125 R ist für Offroad-Fans konzipiert und bietet daher eine etwas höhere Bodenfreiheit und eine längere Federweg für eine bessere Geländetauglichkeit. Die Sitzposition ist etwas höher als bei der WR 125 X. Der breitere Hinterreifen ubietet zusätzlich Stabilität und Komfort in schwierigem Gelände. Trotz der Enduro-Orientierung bleibt sie aufgrund ihres leichten Gewichts und der ausgewogenen Geometrie gut handhabbar, und auch auf der Straße fahrbar.

## Häufige Probleme
Eines der am häufigsten auftretenden Probleme ist der Steuerkettenspanner, was sich durch ein Klackern im Motor bemerkbar macht.
Außerdem sind die 125-Kubik-Minarelli-Motoren ziemlich empfindlich gegenüber dem Einfahren und Warmfahren. Dadurch sind schon viele Motorschäden bei YZF-R 125, MT 125 und WR 125 entstanden. Sonst halten die Motoren durchaus 50.000 km ohne Revision.